# Suge Knight
Marion Hugh „Suge" Knight, Jr. (ur. 19 kwietnia 1965 w Compton, w Kalifornii) – przedsiębiorca z kręgu muzyki hip-hopowej w Stanach Zjednoczonych. Współzałożyciel wraz z Dr. Dre wytwórni płytowej Death Row Records. Współpracowali z nim tacy raperzy jak np.: Tupac Shakur czy Snoop Dogg.
Przed karierą producencką Knight był ochroniarzem. Wciąż jednak był powiązany z gangsterskim światem, co pozwoliło mu zostać producentem. Za wpłacenie kaucji za Tupaca Amaru Shakura ten zobowiązał nagrać 3 płyty dla wytwórni Death Row m.in. All Eyez on Me.
W styczniu 2015 r. Knight został aresztowany pod zarzutem potrącenia ze skutkiem śmiertelnym i ucieczkę z miejsca zdarzenia.
W 2018 został skazany na 28 lat więzienia.
Wystąpił gościnnie w filmie dokumentalnym pod tytułem Biggie i Tupac (2002), gdzie zasugerował, że winę za śmierć 2Paca ponosi m.in. Snoop Dogg.